# 蘇聯解體的預言
在1991年蘇聯解體之前，曾有人和組織預測蘇聯即將解體。

## 学者、政治家预言
部分政治家曾對蘇聯有可能解體發表意見，經常被認為預測蘇聯解體的作者包括安德烈·阿馬爾里克（Andrei Amalrik）的《蘇聯會生存到1984年嗎？》(1970)，法國學者埃馬紐埃爾·托德的《最後的秋天：蘇聯的勢力範圍分解》(La Chute finale)（1976 年），經濟學家拉維·巴特拉的《資本主義與共產主義》（1978）。此外，沃爾特·拉奎爾指出：“出現在專業期刊上的各種文章，例如 Problems ofCommunism(中譯:共產主義的困境)提及了蘇維埃政權的衰敗和垮台的可能。”一些美國人，特別是保守派，認為羅納德·雷根的戰略防禦倡議不僅預測而且導致蘇維埃國家的解體。還有中国政治家毛泽东、邓小平、一部分苏联学者、美国学者布热津斯基等。1957年的10月，苏联发射了人类历史上第一颗人造卫星，而中共中央主席毛泽东却对此忧心忡忡地评价道：“卫星上天，红旗落地”。毛泽东认为，因为苏联在赫鲁晓夫的领导下走了修正主义道路，解体或灭亡的发生是极有可能的。邓小平也曾经在1989年说，“东欧的事情”迟早会发生。

## 個人的预言
在一部1989年时的录像，主題為记录苏联时代生活在苏联的人们的纪录片，其中有一个大约10来岁的男孩在該录像中表示他认为苏联将会解体。

## 註腳
1. ↑  Historians point to dissolution beginning with the Polish Round Table Agreement in 1989
2. ↑  . Wikipedia. 2022-06-09 （英语）.
3. ↑  《邓小平论党风廉政建设和反腐败》